# 圣帕夫洛德拉莫拉莱哈
圣帕夫洛德拉莫拉莱哈，是西班牙卡斯蒂利亚-莱昂巴利亚多利德省的一个市镇。总面积25平方公里，总人口162人（2001年），人口密度6人/平方公里。